# Umbanda

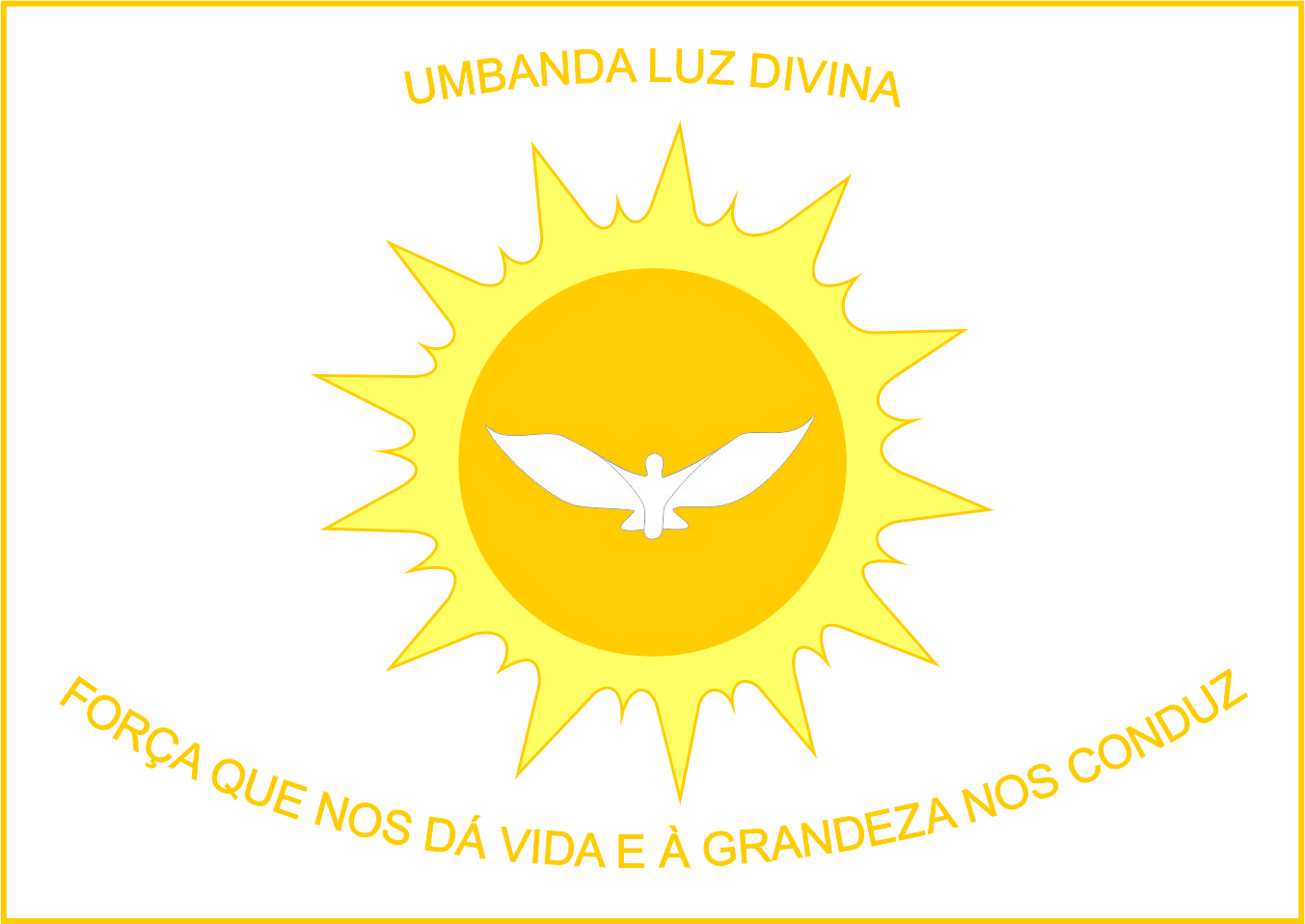
Drapeau d'umbanda crée par l'Associação de Umbanda Caxias (AUC).

L’umbanda est une religion afro-brésilienne de possession, de caractère médiumnique. Elle est apparentée aux autres religions afro-brésiliennes, telles que le Candomblé, la Batuque, le Macumba, le Quimbanda, le Xambá, l'Egungun, l'Ifá, l'Irmandade, le Confraria, le Xangô do Nordeste et le Tambor de Mina, tout en possédant ses propres spécificités.
À la différence du candomblé, pratiqué traditionnellement dans la région de Bahia, l’umbanda se développe principalement dans la région de Rio de Janeiro, entre la fin du XIXe siècle et les années 1930, principalement au sein de la population afro-descendante qui comptait pour être la plus prolétarisée du pays. L’umbanda comporte de nombreuses branches (tentes), dont chacune possède des pratiques et des croyances différentes. Comme dans le candomblé, les fidèles de la religion umbanda vénèrent les orishas.
Une faculté de Théologie umbandiste existe à São Paulo dont l'enseignement est reconnu par un diplôme d'État.

## Etymologie
Umbanda est dérivé du bantou Quimbanda (racine : ymbanda) qui désigne en Angola le chef suprême du culte.

## Histoire
Renato Ortiz et Roger Bastide s'accordent à dire que l'umbanda est un culte proprement Brésilien, dans la mesure où il est né au Brésil, issu de la rencontre des cultures amazoniennes, noires africaines et blanches européennes, tandis que le catholicisme, le protestantisme et le kardécisme sont des religions d'importations,. Roger Bastide pointe que l'Umbanda est autant lié à la religion indienne qu'africaine, se rapprochant plus du Catimbó (pt) que du Candomblé.
Selon Ortiz, il est impossible de dater la naissance de cette religion ; pour autant, il établit que des pratiques communes s'instituent progressivement de la fin du XIXe siècle jusqu'aux années 1930, par suite des changements économiques importants que connaît le pays (abolition de esclavage immigration, urbanisation, industrialisation, formation d'une société de classes). L'Umbanda naissant de l'association des différentes tentes (sectes) qui ont vues le jour dans le pays que de la volonté d'une personne. Ortiz montre ainsi que l'Umbanda se forme en tant que religion d'abord par un mouvement de « désagrégation » de la culture Macumba, puis avec l'arrivée d'intellectuels kardécistes qui rejetaient un Spiritisme trop dogmatique, voire raciste,.
En effet, même si la constitution de 1891 instaure la liberté de culte, les offices du candomblé et de l'umbanda sont régulièrement ciblés par la police. Entre les années 1920 et 1930, le Code pénal brésilien considérait comme crime les pratiques du « bas spiritisme » (baixo espiritismo), de la médecine illégale, de la sorcellerie et du charlatanisme, toutes associées aux religions afro-brésiliennes.
C'est encore bien plus tard, en 1941, dans un contexte marqué par la prise du pouvoir par Vargas, qu'un premier congrès institue l'Umbanda dans le pays. Deux autres congrès nationaux suivront, en 1961 et 1973, toujours à Rio, le mouvement s'organisant cette fois en fédérations regroupant elles-mêmes différentes tentes.

## Croyances et pratiques
L’umbanda tire ses croyances et ses pratiques de différents éléments, : 
- le candomblé : dans la vénération des orixás, des caboclos ou esprits des Indiens, les pretos velhos ou « vieux noirs » (esprits des esclaves), les Exus qui président à la divination par les coquillages et les enfants. Ces emprunts viennent en particulier des rites macumba pratiqués par les populations de la région de Rio et de Bahia, tant en ce qui concerne les incantations, que les chants et les danses, les nourritures et les boissons (sacrifices), la divination au travers de coquillages (jogo de búzios) ; mais, à la différence des pratiques rituelles macumba et quimbanda, l’umbanda rejette la sorcellerie, les vêtements colorés et les sacrifices d'animaux. Stefania Capone alerte sur une confusion faite entre umbanda et quimbanda, désignant, à tort, l'une comme de la magie blanche (altruiste et préventive) et l'autre comme de la magie noire (malfaisante et vengeresse)[11].

- le spiritisme kardéciste : par la communication direct avec l'esprit des défunts et des « guides » au moyen de la transe d'incorporation, la croyance en la réincarnation de l'âme évoluant et se réincarnant au travers de plusieurs existences physiques ;

- le catholicisme vécu par le peuple : reprenant le concept d'âmes désincarnées, le culte des saints et les anges ;
- et de la jurema.

## Séances
A la différence du spiritisme kardéciste, extrêmement codifé, on observe que la prédication, la prière, la lecture d’Allan Kardec ou de l’Évangile sont remplacées en tout ou partie par des chants. Les médiums sont en mouvement plutôt qu'immobiles autour d'une table, le public, lui, est assis, sur des bancs, comme à l’église, où il prie, se concentrant au milieu des bruits environnants. L'ambiance est à la fête et la séance revêt un caractère spectaculaire.
Néanmoins, il est courant que, d'une tente à l'autre, des variations apparaissent dans le schéma rituel.

## Sociologie
Pendant les années 1930, alors que le candomblé était criminalisé par l'Estado Novo, l’umbanda s'est développé au Brésil, principalement en milieu urbain, à partir de Rio de Janeiro ; il se compose également majoritairement des classes 
En 2022, l'institut brésilien de géographie et de la statistique constate une augmentation importante de l'adhésion aux cultes afro-brésiliens. Le nombre de pratiquants de l'umbanda et du candomblé a triplé entre 2010 et 2022, passant de 0.3% à 1% de la population brésilienne ; majoritairement présents dans les régions Sud (1,6%, environ 275 000 adeptes) et Sud-Est (1,4%, environ 885 000 adeptes). C'est dans l'Etat de Rio Grande do Sul que la part d'umbandistes est la plus importante du pays (3,2%, soit environ 360 000 adeptes).
En 2022, la part des femmes dans l'Umbanda était de 56,7%, soit la seconde après le Spiritisme.